# Colonia Agrícola, Córdoba
Colonia Agrícola är en ort i Mexiko.   Den ligger i kommunen Córdoba och delstaten Veracruz, i den sydöstra delen av landet, 230 km öster om huvudstaden Mexico City. Colonia Agrícola ligger 975 meter över havet och antalet invånare är 427.
Terrängen runt Colonia Agrícola är huvudsakligen kuperad, men den allra närmaste omgivningen är platt. Runt Colonia Agrícola är det tätbefolkat, med 550 invånare per kvadratkilometer. Närmaste större samhälle är Córdoba, 5,2 km sydost om Colonia Agrícola. Trakten runt Colonia Agrícola består till största delen av jordbruksmark.